# Rąbino (gmina)
 (mars 2021).
Rąbino est une gmina rurale du powiat de Świdwin, Poméranie occidentale, dans le nord-ouest de la Pologne. Son siège est le village de Rąbino, qui se situe environ 15 km au nord-est de Świdwin et 103 km au nord-est de la capitale régionale Szczecin.
La gmina couvre une superficie de 180 km2 pour une population de 3 668 habitants en 2017.

## Géographie
La gmina inclut les villages de Batyń, Biała Góra, Biernów, Dąbrowa Białogardzka, Dąbrówka, Dołganów, Gąsków, Głodzino, Gręzino, Jezierzyce, Kłodzino, Kołatka, Lipie, Liskowo, Modrzewiec, Niebórz, Nielep, Paszęcin, Polakowo, Rąbinko, Rąbino, Racimierz, Role, Rzecino, Stare Ludzicko, Świerznica et Zbytki.
La gmina borde les gminy de Białogard, Połczyn-Zdrój, Sławoborze et Świdwin.

### Articles connexex
- Liste des gminy de Poméranie occidentale